# 蒋仲平
蒋仲平（1944年1月—2017年3月5日），男，安徽含山人，中华人民共和国政治人物。

## 生平
蒋仲平是安徽省含山县铜闸镇孙巷村人。1959年9月，在江西省德安县南湖畜牧场参加工作。1966年9月起，历任江西省共青垦殖场板鸭厂车间主任、副厂长，党支部书记、厂长，羽绒厂党支部书记、厂长，江西省共青垦殖场党委副书记、副场长，书记、场长。1970年6月加入中国共产党。1982年12月起，历任中共德安县委常委、副书记，中共共青垦殖场党委书记、场长。
1978年秋，中国共青团十大召开前夕，团中央王照华（时任中共第七机械工业部第五研究院党委副书记、曾任中共中央组织部副部长）、李海峰（时任团中央书记处书记）来江西考察，并受胡耀邦嘱托专程到共青垦殖场看望，受到时任中共德安县委副书记兼中共共青垦殖场党委书记、场长的蒋仲平接待。按照王照华和李海峰的嘱咐，蒋仲平随后派人写出共青垦殖场发展情况的报告并送到北京胡耀邦处，时任中共中央组织部部长的胡耀邦当即接受请求，第二次为垦殖场题名，定名为“共青垦殖场”。1984年10月，蒋仲平被评为全国先进工作者，出席在北京举行的全国劳模、先进工作者表彰大会，参加了中华人民共和国国庆35周年活动，登上天安门观礼台，受到党和国家领导人接见。1984年12月12日，中共中央总书记胡耀邦再次来到共青垦殖场视察，写下“有志者事竟成”六字，并在视察结束时第三次为垦殖场题名，定名为“共青城”。
1984年6月，蒋仲平出任中共南昌市委副书记、副市长。1990年4月，升任中共南昌市委副书记、市长。他是第八届全国人大代表。1993年8月，任江西省人民政府省长助理、党组成员。1998年1月，任江西省人民政府副省长。2003年1月起，任江西省人大常委会副主任、党组成员。2009年5月退休。
2017年3月5日，蒋仲平在南昌病逝，享年74岁。